# تاتسونوري أراي
تاتسونوري أراي (باليابانية: 新居 辰基) (مواليد 22 ديسمبر 1983)، هو لاعب كرة قدم ياباني سابق كان يلعب كمهاجم.

## وصلات خارجية
- تاتسونوري أراي على موقع رابطة كرة القدم اليابانية للمحترفين (اليابانية)
- تاتسونوري أراي على موقع قاعدة بيانات كرة القدم.إي يو (الإنجليزية)
- تاتسونوري أراي على موقع Soccerway.com (الإنجليزية)
- تاتسونوري أراي على موقع عالم كرة القدم.نت (الإنجليزية)